# Raça blanca
Un individu de raça blanca és un leucoderm (del grec: blanca pell) o caucasià (anglicisme o americanisme políticament correcte referit a una regió del Caucas, d'ús corrent en l'anglès dels Estats Units) són termes no considerats científics per a referir-se a ésser humans caracteritzats principalment per tenir la pell d'un color pàl·lid, és un terme usat per a designar a persones la tonalitat de pell clara que sol ser associada a poblacions d'origen europeu. Encara que literalment implica qüestions externes com la pell clara, forma i color del cabell i els ulls, entre d'altres, "blanc" ha estat usat de diferents maneres en diferents períodes històrics i llocs. Com altres paraules comunes per a les ètnies humanes, la seva definició precisa pot ser confusa.
L'antropologia clàssica definia a una població com caucàsica si presentava certes característiques com variacions en la forma, la mida i el color dels ulls (blaus, verds, mels, i castanys) i en la coloració del pèl (blondisme (rossisme), rutilisme (pèl-roig) o diverses coloracions dins del marró, exceptuant cert grau de blondisme propi dels australoides). També els blancs compartirien altres característiques com més borrissol o pèl facial i corporal amb relació a altres races. Per aquesta característica es va creure durant molt temps que el grup dels ainus tindrien ascendència caucasoide.
Avui en dia també es tenen en compte altres criteris genètics, però la definició és complexa, entre altres coses per la quantitat de poblacions que presenten mestissatges de les clàssicament considerades com a grups ètnics. En genètica humana, els haplogrups R i IJ són els haplogrups del cromosoma Y humà predominants i molt difosos en tota l'Euràsia occidental, des d'Europa fins a l'Índia. D'altra banda la genètica mitocondrial revela que els llinatges materns predominants a l'Euràsia occidental s'anomenen HV, JT i Uk. No obstant això, és a partir de la mateixa genètica des d'on s'assenyala que encara que les races existeixen, biogenèticament no hi ha un únic marcador que defineixi la racialitat, sinó diversos.

## El terme raça aplicada als humans
La paraula raça és d'origen àrab: ras que significa cap. Cap al segle xv va passar a l'italià, francès i anglès.
El terme raça o grup racial es refereix a una categorització dels humans dintre d'una població o grup sociològic sobre la base de determinat conjunt de característiques que siguin heredables. Les característiques físiques vistes correntment com a indicatius de la raça són visuals com el color de la pell, la morfologia del crani, característiques facials (per exemple el gruix dels llavis) i la textura del cabell.
Segons alguns investigadors el concepte taxonòmic de raça, encara que sigui vàlid per a altres espècies, no ho és per als humans. Molts científics esmenten que la definició tradicional de raça humana és imprecisa, arbitrària, té moltes excepcions, moltes gradacions i que el nombre de races delimitada varia d'acord amb la cultura que en fa la distinció.

## Raça blanca

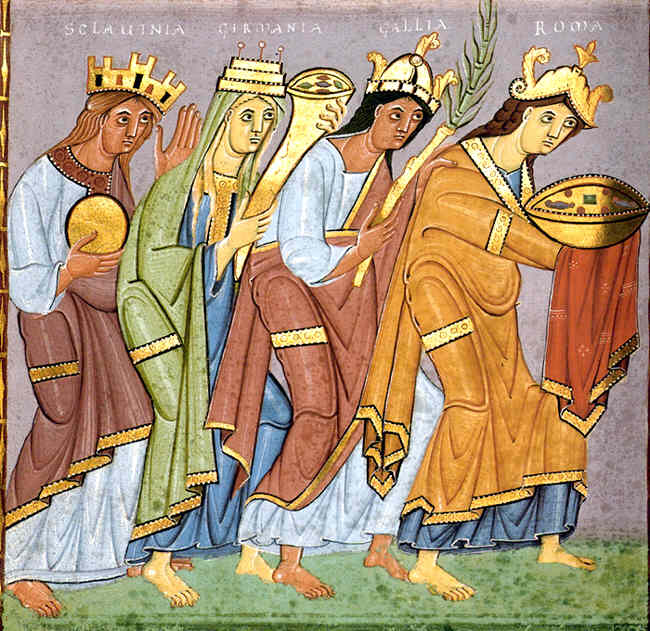
Al·legories de quatre pobles d'Europa: eslaus, germànics, gals i llatins.

La definició de raça blanca difereix segons els contexts geogràfics i històrics, i diverses construccions socials de la blancor tenen implicacions en termes d'identitat nacional, consanguinitat, polítiques públiques, religió, cens de població, segregació racial, eugenèsia i quotes racials.
Als Estats Units una definició comuna de persona de raça blanca és aquella que té principalment o completament antecessors europeus.
La noció de raça blanca s'ha anat construint en contrast amb les races considerades no-blanques que s'origina ja en l'etnografia dels antics grecs i romans.
Els sumeris s'autoanomenaven "gent del cap negre".
Xenofont descriu els etíops com negres però en canvi als perses els considera blancs en contrast amb la pell bronzejada dels grecs. Heròdot igualment fa servir Melanchroes "pells fosca" per als egipcis, i Aithiopsi "cares de carbó" pels etíops. Als escites Heròdot els descriu com d'ulls blaus i cabell roig.
Segons James Dee els grecs antics no es veien a ells mateixos com de pell blanca i el concepte de pell blanca no existia en el món antic."
El terme raça blanca es començà a generalitzar a partir de finals dle segle xvii en el moment àlgid de l'esclavisme dels africans negres.
El 1758, Lineu va proposar el que ell considerava que era una classificació natural de les espècies humanes distingint en l'espècie Homo sapiens: Homo sapiens europaeus i les subdivisions: blanca (grups europeus ètnics), roja (indígenes americans), groga (asiàtics) i negra (africans).

### La raça blanca en el racisme científic dels seglesxixixx

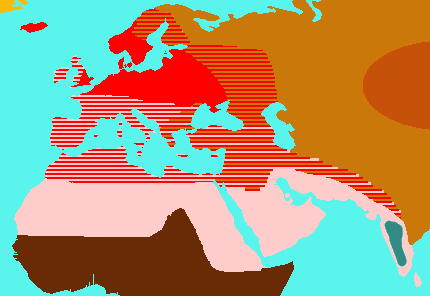
Mapa de Thomas Henry Huxley sobre categories racials de On the Geographical Distribution of the Chief Modifications of Mankind (1870).

De la meitat del segle xix fins a la meitat del segle xx va ser habitual en l'antropologia classificar les poblacions humanes en una de les tres races (europea, mongoloide i negroide) o diverses subraces.
No hi va haver mai un consens entre els estudiosos en la delineació de la raça europea. Per exemple les poblacions blanques del nord d'Àfrica i Orient Pròxim eren excloses per antropòlegs com Lothrop Stoddard.

### Pell blanca
La raça blanca arquetípicament es descriu per la seva pell clara. Els científics descobriren que això és un tret originat per una mutació ocorreguda des de 20.000–50.000 anys enrere. En l'estudi de Jablonski i Chaplin, The evolution of human skin coloration, els europeus tenen una pell més clara (mesurada com una mitjana mitjançant espectofotòmetre de A685) que cap altre grup mesurat. Els europeus del sud (concretament es va mesurar la pell dels espanyols) tenien en les parts del cos no exposades a la llum un índex de blancor similar a la dels altres europeus i en alguns casos encara més clara.
L'epidermis dels individus anomenats de raça blanca no és realment d'aquest color. Les capes de la pell per sota de l'epidermis (de teixits de col·lagen i adiposos]) són blanques en qualsevol raça. Els vasos sanguinis entrellaçats amb el teixit adipós produeixen el color pàl·lid rosat associat amb tenir la pell clara. En canvi en els individus de pell considerada negra els melanosomes fan més fosques les capes inferiors.
Segons l'antropòleg Luigi Luca Cavalli-Sforza, la pell clara probablement aparegué a l'Àfrica del Nord o a la vegada al nord i a l'est.
El 2006 un estudi evidencià que la pell clara observada en europeus i asiàtics de l'est sorgí de manera independent. I l'estudi va concloure que la pigmentació clara de la pell en els europeus és com a mínim parcialment deguda a una selecció direccional i/o sexual positiva.

## La raça blanca segons els Estats Units
Als censos oficials dels Estats Units s'inclouen les dades sobre la raça dels censats. La definició de blanc actualment al cens (any 2000) és: persones que tenen orígens en qualsevol dels pobles originals d'Europa, el Pròxim Orient i el Nord de l'Àfrica.
Els límits culturals que separen els blancs americans d'altres grups racials o ètnics són discutits i han anat canviant. D'acord amb John Tehranian Arxivat 2008-06-24 a Wayback Machine., entre aquells que no han estat considerats blancs en algun moment a la història dels Estats Units hi ha: irlandesos, germànics, jueus, italians, espanyols, hispanoamericans, eslaus, i grecs. Hi ha estudis que mostren com els àrabs dels Estats Units no se senten ni es consideren ells mateixos com blancs malgrat que oficialment entrin dins d'aquesta categoria.
El 1923, en una famosa sentència el Tribunal Suprem dels Estats Units decidí contra el demandant Bhagat Singh Thind que la gent de l'Índia no era "free white men" (homes blancs lliures) que en aquell època era una condició per adquirir la ciutadania estatunidenca (malgrat ser el demandant de l'extrem nord de l'Índia i, per tant, de raça ària o caucasiana). En aplicació d'aquesta sentència es va arribar a l'abús de retirar la ciutadania a un altre ciutadà estatunidenc que ja havia obtingut la ciutadania amb anterioritat.